# 현길수
현길수(玄吉洙, 1951년 1월 25일 ~ 현재)은 대한민국 배우이다.

## 출연작

### 영화
- 1997년 《깊은 슬픔》
- 1996년 《카리스마》- 육중철 역
- 1996년 《보스》
- 1995년 《죽어도 좋은 경험》- 정동식 역
- 1995년 《무궁화 꽃이 피었습니다》- 차영호 역
- 1995년 《영원한 제국》- 장용영 대장 역
- 1994년 《암흑가의 황제》
- 1993년 《신혼여행 특공대》- 이쾌남 역
- 1992년 《장군의 아들 3》
- 1992년 《특명 미녀군단》
- 1992년 《복수혈전》
- 1992년 《무인도의 남과 여》- 신사 1 역
- 1991년 《제3구역》
- 1991년 《장군의 아들 2》
- 1991년 《따봉수사대: 밥풀떼기 형사와 전봇대 형사》
- 1991년 《전국구》
- 1990년 《천사여 악녀가 되라》- 정동식 역
- 1990년 《서울 통화중》- 지배인 역
- 1990년 《이조 여인숙명사 청상계》- 마상의사네 역
- 1989년 《회색 도시 2》
- 1989년 《밥풀떼기 형사와 쌍라이트》
- 1989년 《일본대부》
- 1989년 《바이오맨》- 반지 역
- 1988년 《공초도사와 슈퍼 홍길동 2》- 야마모토 역
- 1988년 《돌아이 4 - 둔버기》
- 1988년 《뉴머신 우뢰매 5》- 베이다스 역
- 1987년 《달래내 보슬이》
- 1987년 《가슴으로 타는 밤》
- 1986년 《뜨거운 겨울》
- 1986년 《물레방아》
- 1986년 《내시》
- 1986년 《돌아이 2》
- 1985년 《물목》
- 1985년 《여자는 한번 승부한다》
- 1983년 《이 한몸 돌이 되어》
- 1983년 《일송정 푸른 솔은》
- 1983년 《정념의 갈매기》
- 1983년 《광동 살무사》(특별출연)
- 1983년 《여인잔혹사 물레야 물레야》
- 1983년 《인간시장 - 작은 악마 스물두살의 자서전》
- 1982년 《소림사 물장수》
- 1982년 《소림신방》
- 1982년 《요권괴권》
- 1982년 《종로 부루스》
- 1981년 《귀화산장》
- 1980년 《최후의 증인》- 강만호 역
- 1980년 《피막》
- 1980년 《쌍웅》
- 1979년 《물도리 둥》
- 1979년 《지옥의 49일》
- 1978년 《사랑과 죽음의 기록》
- 1978년 《오빠가 있다》
- 1978년 《오륙도 이무기》
- 1977년 《초분》
- 1977년 《금호문》
- 1977년 《무명객》
- 1976년 《속 비밀객》
- 1976년 《용비》
- 1975년 《사생결단》
- 1973년 《태백산의 결투》

### 드라마
- 1997년 SBS 《아름다운 그녀》
- 1997년 SBS 《아빠는 시장님》
- 1995년 MBC 《제4공화국》
- 1995년 SBS 《모래시계》
- 1991년 MBC 《고개 숙인 남자》
- 1991년 MBC 《화려한 외출》
- 1989년 MBC 《대도전》

### CF
- 1995년 SK하이닉스 씨티맨